# Culex gracicornis
Culex gracicornis är en tvåvingeart som beskrevs av Sirivanakarn 1977. Culex gracicornis ingår i släktet Culex och familjen stickmyggor. Inga underarter finns listade i Catalogue of Life.